# Carbone tertiaire
| Carbone tertiaire                                                              |
| ------------------------------------------------------------------------------ |
|                                                                                |
| Formule structurale de l'isobutane (le carbone tertiaire est indiqué en rouge) |

Un carbone tertiaire est un atome de carbone lié à trois autres atomes de carbone. C'est la raison pour laquelle on ne peut les trouver que dans les molécules contenant au moins quatre atomes de carbone, par exemple dans des alcanes ramifiés mais pas dans des alcanes linéaires.
|                                          | Carbone primaire | Carbone secondaire | Carbone tertiaire | Carbone quaternaire |
| Structure générale (R = Groupe organyle) | frameless=1.0    | frameless=1.0      | frameless=1.0     | frameless=1.0       |
| Structure partielle Formule structurale  | frameless=1.0    | frameless=1.0      | frameless=1.0     | frameless=1.0       |